# Onycocaris profunda
Onycocaris profunda är en kräftdjursart som beskrevs av Bruce 1985. Onycocaris profunda ingår i släktet Onycocaris och familjen Palaemonidae. Inga underarter finns listade i Catalogue of Life.